# Ommata ochraceicollis
Ommata ochraceicollis är en skalbaggsart som beskrevs av Dmytro Zajciw 1965. Ommata ochraceicollis ingår i släktet Ommata och familjen långhorningar. Inga underarter finns listade i Catalogue of Life.